# 77è Festival Internacional de Cinema de Canes
El 77è Festival Internacional de Cinema de Canes va tenir lloc del 14 al 25 de maig de 2024. La cineasta i actriu estatunidenca Greta Gerwig va ser presidenta del jurat de la competició principal. L'actriu francesa Camille Cottin va ser la presentadora de les cerimònies d'obertura i clausura. El cineasta estatunidenc Sean Baker va guanyar la Palma d'Or, el màxim premi del festival, per la pel·lícula de comèdia dramàtica Anora.
El cartell oficial del festival amb una imatge fixa de la pel·lícula Hachigatsu no kyōshikyoku (1991) d'Akira Kurosawa, seleccionada per l'edició de 1991, va ser dissenyat per Hartland Villa.
Durant el festival, es van lliurar tres Palmes d'Or Honorífiques: la primera va ser atorgada a Meryl Streep durant la cerimònia d'obertura del festival; el segon va ser atorgat a Studio Ghibli; i la tercera va ser atorgada a George Lucas durant la cerimònia de clausura del festival.
Uns dies abans de l'acte d'inauguració, els treballadors del festival van convocar una vaga general. El col·lectiu Sous les écrans la dèche va fer pública una queixa sobre la precarietat del treball dels festivals de cinema.
Després de la selecció oficial de Dāne-ye anjīr-e ma'ābed per a la competició principal, el cineasta iranià Mohammad Rasoulof va ser condemnat a vuit anys de presó i flagellació, una multa, i la confiscació dels seus béns, amb l'acusació de "propaganda contra el règim". El repartiment i la tripulació van ser interrogats i pressionats per convèncer Rasoulof que retirés la pel·lícula del festival. Poc després, Rasoulof i alguns membres de la tripulació van aconseguir fugir de l'Iran a Europa, i van assistir a l'estrena mundial de la pel·lícula el 24 de maig de 2024. A la catifa vermella, Rasoulof va mostrar imatges de les estrelles Soheila Golestani i Missagh Zareh, que no van poder marxar de l’Iran per a l'estrena i els van confiscar el passaport. La pel·lícula va rebre una ovació de peu durant 12 minuts, mentre el repartiment i el grup protestaven en solidaritat amb les dones iranianes que lluiten pels seus drets.
El festival va obrir amb la pel·lícula de comèdia francesa Le Deuxième Acte dirigida per Quentin Dupieux.

## Jurats

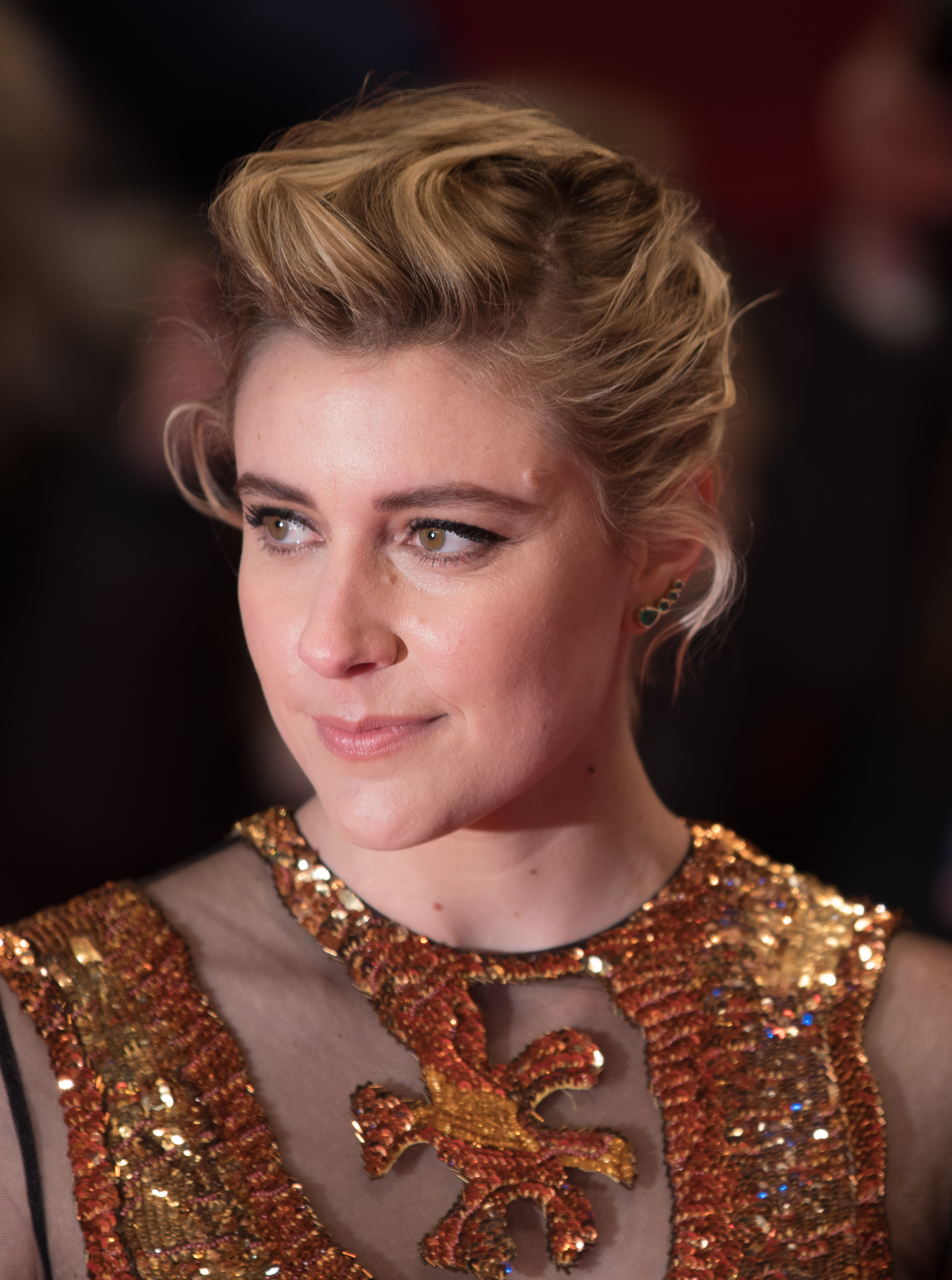
Greta Gerwig, president del jurat de la competició principal

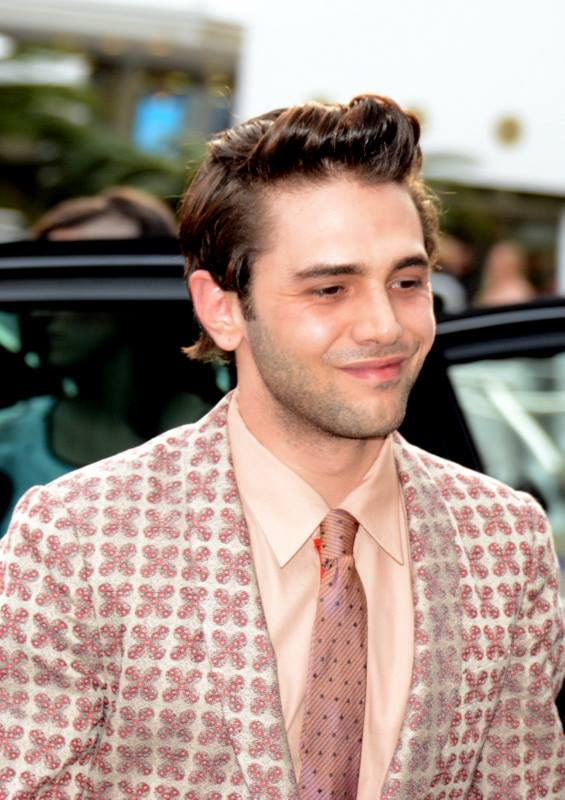
Xavier Dolan, president del jurat Un Certain Regard jury president

### Competició principal
- Greta Gerwig, actriu i cineasta estatunidenca – Presidenta del jurat[3]
- Juan Antonio Bayona, cineasta espanyol[18]
- Ebru Ceylan, actriu i guionista turca
- Pierfrancesco Favino, actor i productor italià
- Lily Gladstone, actriu nord-americana
- Eva Green, actriu francesa
- Hirokazu Koreeda, cineasta i productor japonès
- Nadine Labaki, actriu i cineasta libanesa
- Omar Sy, actor francès

### Un Certain Regard
- Xavier Dolan, actor i cineasta canadenc – President del jurat[19]
- Maïmouna Doucouré, cineasta franco-senegalesa[20]
- Asmae El Mudir, cineasta i productora marroquina
- Vicky Krieps, actriu luxemburguesa-alemanya
- Todd McCarthy, cineasta, escriptor i crític de cinema estatunidencLubna Azabal, presidenta del jurat de Cinefondation i Curtmetratges

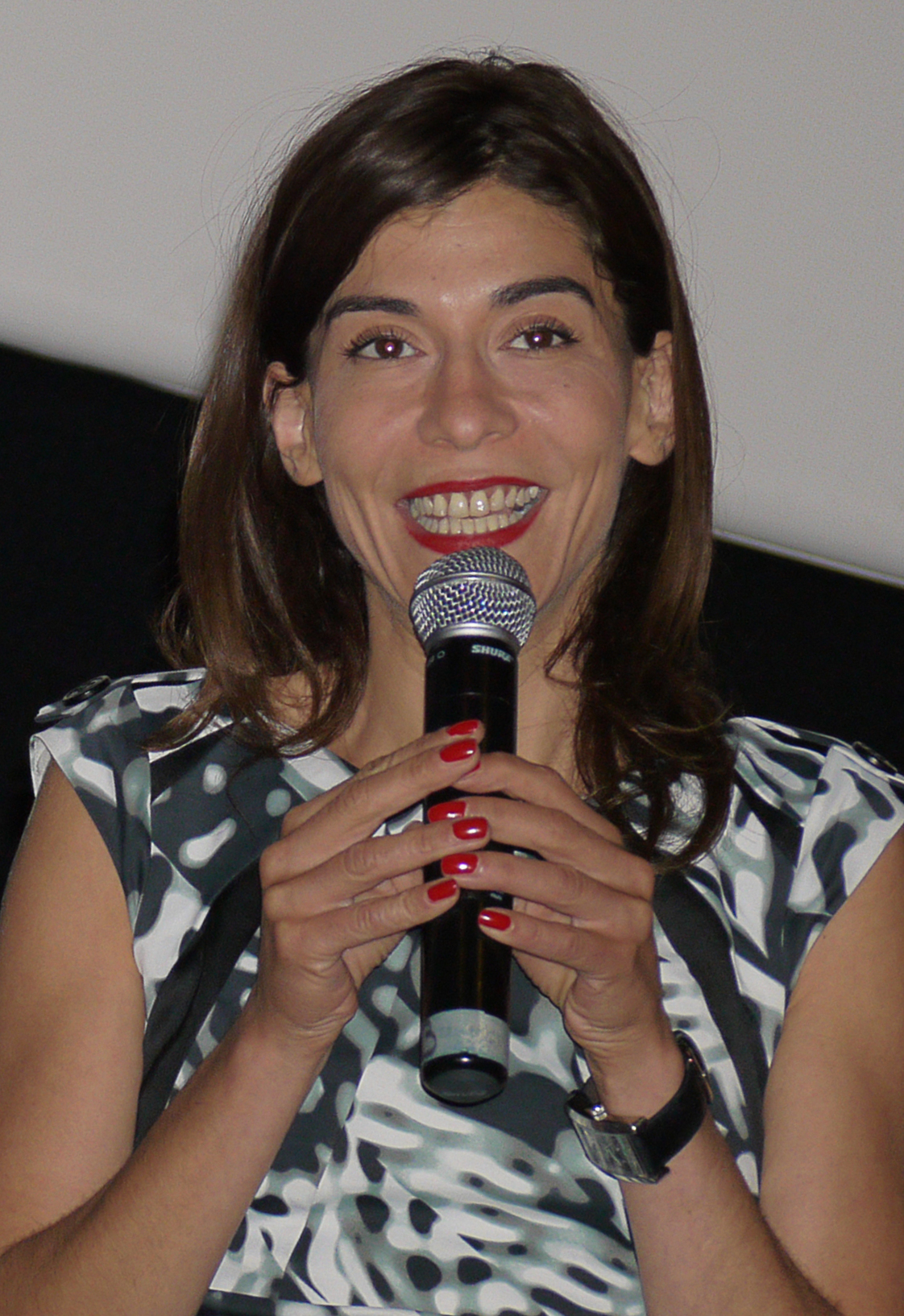
Lubna Azabal, presidenta del jurat de Cinefondation i Curtmetratges

### Cinefondationi Concurs de Curtmetratges
- Lubna Azabal, actriu belga – Presidenta del jurat[21]
- Marie-Castille Mention-Schaar, cineasta i productora francesa
- Paolo Moretti, programador italià
- Claudine Nougaret, productora francesa
- Vladimir Perišić, cineasta serbi

### Caméra d'Or
- Baloji, cantant i cineasta belga-congolès – Copresident del jurat[22]
- Emmanuelle Béart, ctriu francesa - copresidenta del jurat
- Pascal Buron, membre de la junta directiva francesa de TSF
- Nathalie Chifflet, periodista francesa
- Gilles Porte, director de fotografia i cineasta francès
- Zoé Wittock, cineasta belga

### L'Œil d'Or
- Nicolas Philibert, cineasta i actor francès – President del jurat[23]
- Dyana Gaye, cineasta franco-senegalesa[24]
- Elise Jalladeau, productora francesa i directora executiva del Festival Internacional de Cinema de Tessalònica
- Mina Kavani, actriu iraniana-francesa
- Francis Legault, cineasta i director canadenc a Ici Radio-Canada Première

### Setmana de la Crítica
- Sylvie Pialat, productora francesa - President del jurat[a]
- Ben Croll, crític i periodista de cinema canadenc[26]
- Iris Kaltenbäck, cineasta francesa
- Virginie Surdej, directora de fotografia belga
- Eliane Umuhire, actriu ruandesa

### Queer Palm
- Lukas Dhont, cineasta belga – President del jurat[27]
- Hugo Bardin, cantant i director francès[28]
- Sophie Letourneur, cineasta francesa
- Juliana Rojas, cineasta brasilera
- Jad Salfiti, periodista britànic-palestí

## Selecció Oficial

### En competició
Les següents pel·lícules van ser seleccionades per competir a la Palma d'Or:
| Títol                                     | Director(s)          | País de producció                               |
| ----------------------------------------- | -------------------- | ----------------------------------------------- |
| All We Imagine as Light                   | Payal Kapadia        | Índia, França, Itàlia, Luxemburg, Països Baixos |
| Anora                                     | Sean Baker           | Estats Units                                    |
| The Apprentice                            | Ali Abbasi           | Canadà, Dinamarca, Irlanda, Estats Units        |
| L'Amour Ouf                               | Gilles Lellouche     | França, Bèlgica                                 |
| Bird (QP)                                 | Andrea Arnold        | Regne Unit, França, Alemanya, Estats Units      |
| Caught by the Tides (风流一代)            | Jia Zhangke          | R.P. de la Xina                                 |
| Emilia Pérez (QP)                         | Jacques Audiard      | França, Mèxic                                   |
| Pigen med nålen                           | Magnus von Horn      | Dinamarca, Polònia, Suècia                      |
| Grand Tour                                | Miguel Gomes         | Portugal, França, Itàlia                        |
| Kinds of Kindness                         | Yorgos Lanthimos     | Irlanda, Regne Unit, Estats Units               |
| Limonov: The Ballad                       | Kirill Serebrennikov | França, Itàlia, Espanya                         |
| Marcello Mio (QP)                         | Christophe Honoré    | França, Itàlia                                  |
| Megalopolis                               | Francis Ford Coppola | Estats Units                                    |
| La plus précieuse des marchandises        | Michel Hazanavicius  | França, Bèlgica                                 |
| Motel Destino (QP)                        | Karim Aïnouz         | Brasil, França, Alemanya                        |
| Oh, Canada                                | Paul Schrader        | Estats Units                                    |
| Parthenope                                | Paolo Sorrentino     | Itàlia, França                                  |
| Dāne-ye anjīr-e ma'ābed (دانه انجیر مقدس) | Mohammad Rasoulof    | Iran, Alemanya, França                          |
| The Shrouds                               | David Cronenberg     | França, Canadà                                  |
| The Substance                             | Coralie Fargeat      | Regne Unit, Estats Units, França                |
| Trei Kilometri Pana La Capatul Lumii (QP) | Emanuel Pârvu        | Romania                                         |
| Diamant brut (CdO)                        | Agathe Riedinger     | França                                          |

(CdO) indica pel·lícula eligible a la Caméra d'Or com a pel·lícula de debut en la direcció.
(QP) indicat pel·lícula en competició per la Queer Palm.

### Un Certain Regard
Les següents pel·lícules foren seleccionades per competir a la secció Un Certain Regard:
| Títol                                         | Director(s)            | País de producció                                   |
| --------------------------------------------- | ---------------------- | --------------------------------------------------- |
| Armand (CdO)                                  | Halfdan Ullmann Tøndel | Noruega, Països Baixos, Alemanya, Suècia            |
| Black Dog (狗阵)                              | Guan Hu                | R.P. de la Xina                                     |
| Les Damnés                                    | Roberto Minervini      | Bèlgica, Itàlia, Estats Units                       |
| Le Procès du chien (CdO)                      | Lætitia Dosch          | Suïssa, França                                      |
| Flow                                          | Gints Zilbalodis       | Bèlgica, França, Letònia                            |
| Vingt Dieux! (CdO)                            | Louise Courvoisier     | França                                              |
| Le Royaume (CdO)                              | Julien Colonna         | França                                              |
| My Sunshine ぼくのお日さま(QP)                | Hiroshi Okuyama        | Japó                                                |
| Niki (CdO)                                    | Céline Sallette        | França                                              |
| Norah نورة(CdO)                               | Tawfik Alzaidi         | Aràbia Saudita                                      |
| On Becoming a Guinea Fowl                     | Rungano Nyoni          | Irlanda, Regne Unit, Estats Units, Zàmbia           |
| Santosh                                       | Sandhya Suri           | Índia, França, Alemanya, Regne Unit                 |
| September Says (CdO)                          | Ariane Labed           | França, Alemanya, Grècia, Irlanda, Regne Unit       |
| The Shameless (QP)                            | Konstantin Bojanov     | Índia, Bulgària, França, Suïssa, Taiwan             |
| L'Histoire de Souleymane                      | Boris Lojkine          | França                                              |
| The Village Next to Paradise (CdO)            | Mo Harawe              | Àustria, França, Somàlia                            |
| Trong lòng đất (QP)                           | Minh Quý Trương        | Vietnam, Filipines, Singapur, França, Països Baixos |
| When the Light Breaks (pel·lícula d'apertura) | Rúnar Rúnarsson        | Islàndia, Països Baixos                             |

(CdO) indica pel·lícula eligible a la Caméra d'Or com a pel·lícula de debut en la direcció.
(QP) indica pel·lícula en competició per la Queer Palm.

### Fora de competició
A més de les estrenes mundials de superproduccions de Hollywood, francesos i xinesos, juntament amb la secció Midnight Screenings, el festival també projectarà quatre curtmetratges d'Studio Ghibli al Grand Théâtre Lumière, tres d'ells mai no s'han projectat fora de Japó abans, com a part de la celebració de la Palma d'Or Honorífica de Ghibli. Les següents pel·lícules van ser seleccionades per ser projectades fora de competició:
| Títol                                                    | Director(s)                                     | País de producció          |
| -------------------------------------------------------- | ----------------------------------------------- | -------------------------- |
| Le Comte de Monte-Cristo                                 | Alexandre De La Patellière i Matthieu Delaporte | França                     |
| Furiosa: A Mad Max Saga                                  | George Miller                                   | Austràlia, Estats Units    |
| Horizon: An American Saga – Chapter 1                    | Kevin Costner                                   | Estats Units               |
| Rumours                                                  | Guy Maddin, Evan Johnson i Galen Johnson        | Canadà, Alemanya           |
| Le Deuxième Acte (pel·lícula d'apertura)                 | Quentin Dupieux                                 | França                     |
| She's Got No Name ( 醬園弄)                              | Peter Chan                                      | R.P. de la Xina, Hong Kong |
| Projeccions a mitjanit                                   |                                                 |                            |
| Les Femmes au Balcon (QP)                                | Noémie Merlant                                  | França                     |
| I, the Executioner ( 베테랑 2)                           | Ryoo Seung-wan                                  | Corea del Sud              |
| The Surfer                                               | Lorcan Finnegan                                 | Austràlia, Irlanda         |
| Twilight of the Warriors: Walled In (九龍城寨之圍城)     | Soi Cheang                                      | Hong Kong                  |
| celebracions de la Palma d'Or Honorífica a Studio Ghibli |                                                 |                            |
| Kemushi no Boro 毛虫のボロ (2018)                        | Hayao Miyazaki                                  | Japó                       |
| Yadosagashi やどさがし(2006)                             | Hayao Miyazaki                                  | Japó                       |
| Mei and the Baby Cat Bus めいとこねこバス (2002)         | Hayao Miyazaki                                  | Japó                       |
| Mr. Dough and the Egg Princess パン種とタマゴ姫 (2010)   | Hayao Miyazaki                                  | Japó                       |

(QP) indica pel·lícula en competició per la Queer Palm.

### Cannes Premiere
Les següents pel·lícules van ser seleccionades per ser projectades a la secció 'Cannes Premiere:
| Títol                        | Director(s)                         | País de producció                                   |
| ---------------------------- | ----------------------------------- | --------------------------------------------------- |
| Maria                        | Jessica Palud                       | França                                              |
| Everybody Loves Touda        | Nabil Ayouch                        | Bèlgica, Dinamarca, França, Marroc, Noruega, Suècia |
| C'est Pas Moi                | Leos Carax                          | França                                              |
| Le Roman de Jim              | Arnaud Larrieu i Jean-Marie Larrieu | França                                              |
| En fanfare                   | Emmanuel Courcol                    | França                                              |
| Rendez-vous avec Pol Pot     | Rithy Panh                          | França, Cambodja, Taiwan, Qatar, Turquia            |
| Miséricorde (QP)             | Alain Guiraudie                     | França, Portugal, Espanya                           |
| Vivre, Mourir, Renaître (QP) | Gaël Morel                          | França                                              |

(QP) iindica pel·lícula en competició per la Queer Palm.

### Projeccions especials
Les següents pel·lícules han estat seleccionades per ser projectades a la secció de Projeccions Especials:
| Títol                                    | Director(s)                                         | País de producció                            |
| ---------------------------------------- | --------------------------------------------------- | -------------------------------------------- |
| Le fil                                   | Daniel Auteuil                                      | França                                       |
| An Unfinished Film 一部未完成的电影(ŒdO) | Lou Ye                                              | Singapur, Alemanya                           |
| L'arte della gioia (sèrie)               | Valeria Golino i Nicolangelo Gelormini              | Itàlia                                       |
| La Belle de Gaza (ŒdO) (QP)              | Yolande Zauberman                                   | França                                       |
| Ernest Cole: Lost and Found (ŒdO)        | Raoul Peck                                          | França, Estats Units                         |
| Spectateurs! (ŒdO)                       | Arnaud Desplechin                                   | França                                       |
| Angelo, dand la Forêt Mystérieuse        | Vincent Paronnaud i Alexis Ducord                   | França, Luxemburg                            |
| The Invasion (ŒdO)                       | Serguí Loznítsia                                    | França, Països Baixos, Ucraïna, Estats Units |
| Apprendre(ŒdO)                           | Claire Simon                                        | França                                       |
| Lula (ŒdO)                               | Oliver Stone i Rob Wilson                           | Estats Units, Brasil                         |
| Nasty – More Than Just Tennis (ŒdO)      | Tudor Giurgiu, Cristian Pascariu i Tudor D. Popescu | Romania                                      |
| Sauvages                                 | Claude Barras                                       | França                                       |

(ŒdO) indicaa pel·lícula elegible a L'Œil d'or com a documental.
(QP) iindica pel·lícula en competició per la Queer Palm.

### Competició de Curtmetratges
D'entre 4.420 inscripcions, els següents onze curtmetratges van ser seleccionats per competir per la Palma d'Or al millor curtmetratge:
| Títol                          | Director(s)         | País de producció       |
| ------------------------------ | ------------------- | ----------------------- |
| Across the Waters 在水一方     | Viv Li              | R.P. de la Xina, França |
| Mau Por Um Momento             | Daniel Soares       | Portugal                |
| Les Belles Cicatrices          | Raphaël Jouzeau     | França                  |
| Čovjek koji nije mogao šutjeti | Nebojša Slijepčević | Croàcia                 |
| Ootidé                         | Razumaitė Eglė      | Lituània                |
| Rruges                         | Samir Karahoda      | Kosovo                  |
| Perfectly a Strangeness        | Alison McAlpine     | Canadà                  |
| Sanki Yoxsan                   | Azer Guliev         | Azerbaidjan             |
| Tea                            | Blake Rice          | Estats Units            |
| Volcelest                      | Éric Briche         | França                  |
| Amarela                        | André Hayato Saito  | Brasil                  |

### Cinéfondation
La secció Cinéfondation (o La Cinéf) se centra en les pel·lícules realitzades per estudiants de les escoles de cinema. El Festival de Cannes destina una subvenció de 15.000 € al guanyador del Primer Premi, 11.250 € al guanyador del Segon Premi i 7.500 € al guanyador del Tercer Premi. Els següents 18 curtmetratges (14 d'acció en directe i 4 d'animació) van ser seleccionats d'entre les 2.263 pel·lícules presentades per escoles d'arreu del món:
| Títol                                     | Director(s)       | Escola                                              |
| ----------------------------------------- | ----------------- | --------------------------------------------------- |
| Banished Love 将爱放逐                    | Xiwen Cong        | Acadèmia de Cinema de Pequín, R.P. de la Xina       |
| Bunnyhood                                 | Mansi Maheshwari  | NFTS, Regne Unit                                    |
| The Chaos She Left Behind                 | Nikos Kolioukos   | Universitat Aristotèlica de Tessalònica, Grècia     |
| Crown Man                                 | Yohann Abdelnour  | ALBA, Líban                                         |
| The Deer's Tooth                          | Saif Hammash      | Dar Al-Kalima University, Palestina                 |
| Echoes                                    | Robinson Drossos  | ENSAD, França                                       |
| Elevación                                 | Gabriel Esdras    | Universitat de Guadalajara, Mèxic                   |
| Forest of Echoes 메아리                   | Yoori Lim         | Universitat Nacional d'Arts de Corea, Corea del Sud |
| In Spirito                                | Nicolò Folin      | Centro Sperimentale di Cinematografia, Itàlia       |
| Praeis                                    | Dovydas Drakšas   | London Film School, Regne Unit                      |
| It's Not Time For Pop                     | Amit Vaknin       | Universitat de Tel-Aviv, Israel                     |
| Out of the Window Through the Wall        | Asya Segalovich   | Universitat de Colúmbia, Estats Units               |
| Sunflowers Were the First Ones to Know... | Chidananda S Naik | FTII Pune, Índia                                    |
| Terminal                                  | East Elliott      | NYU, Estats Units                                   |
| Three 三 (QP)                             | Amie Song         | Columbia University, Estats Units                   |
| Mauvais Coton                             | Nicolas Dumaret   | La Fémis, França                                    |
| Plevel                                    | Pola Kazak        | FAMO, Txèquia                                       |
| Withered Blossoms                         | Lionel Seah       | AFTRS, Austràlia                                    |

(QP) iindica pel·lícula en competició per la Queer Palm.

### Cannes Classics
La primera part (3 hores i 40 minuts) de la nova impressió de restauració de l'obra mestra muda d'Abel Gance Napoléon (1927), editada per Georges Mourier en associació amb la Cinémathèque Française i el suport del CNC, va obrir la secció Clàssics de Cannes el 14 de maig.Es van seleccionar les següents pel·lícules per ser projectades:
| Títol                                                                         | Director(s)                        | País de producció          |                         |
| Pel·lícules restauradas                                                       | Pel·lícules restauradas            | Pel·lícules restauradas    | Pel·lícules restauradas |
| ----------------------------------------------------------------------------- | ---------------------------------- | -------------------------- | ----------------------- |
| L'Armée des ombres (1969)                                                     | Jean-Pierre Melville               | França, Itàlia             |                         |
| Bona (1980)                                                                   | Lino Brocka                        | Filipines                  |                         |
| Bye Bye Brasil (1979)                                                         | Carlos Diegues                     | Brasil, França, Argentina  |                         |
| Manthan (1976)                                                                | Shyam Benegal                      | Índia                      |                         |
| Les Années Déclic (1984)                                                      | Raymond Depardon                   | França                     |                         |
| Quatre nuits d'un rêveur (1971)                                               | Robert Bresson                     | França, Itàlia             |                         |
| Gilda (1946)                                                                  | Charles Vidor                      | Estats Units               |                         |
| Johnny Got His Gun (1971)                                                     | Dalton Trumbo                      | Estats Units               |                         |
| Law and Order (1969)                                                          | Frederick Wiseman                  | Estats Units               |                         |
| Napoléon vu par Abel Gance (1927) (pel·lícula d'apertura)                     | Abel Gance                         | França                     |                         |
| París, Texas (1984)                                                           | Wim Wenders                        | RFA, França                |                         |
| Rosaura a las diez (1958)                                                     | Mario Soffici                      | Argentina                  |                         |
| Shanghai Blues 上海之夜 (1984)                                                | Tsui Hark                          | Hong Kong, R.P. de la Xina |                         |
| La rose de la mer (1947)                                                      | Jacques de Baroncelli              | França                     |                         |
| Shichinin no Samurai 七人の侍 (1954)                                          | Akira Kurosawa                     | Japó                       |                         |
| Sbatti il mostro in prima pagina (1972)                                       | Marco Bellocchio                   | França, Itàlia             |                         |
| The Sugarland Express (1974)                                                  | Steven Spielberg                   | Estats Units               |                         |
| Tasio (1984)                                                                  | Montxo Armendáriz                  | Espanya                    |                         |
| Les Parapluies de Cherbourg (1964)                                            | Jacques Demy                       | França, RFA                |                         |
| World Cinema Project                                                          |                                    |                            |                         |
| Camp de Thiaroye (1988)                                                       | Ousmane Sembène i Thierno Faty Sow | Senegal, Algèria, Tunísia  |                         |
| Tribute Events                                                                |                                    |                            |                         |
| Exposé du Film Annonce du Film "Scénario"                                     | Jean-Luc Godard                    | França, Japó               |                         |
| Scénarios                                                                     | Jean-Luc Godard                    | França, Japó               |                         |
| Documentals sobre Cinema                                                      |                                    |                            |                         |
| Elizabeth Taylor: The Lost Tapes (ŒdO)                                        | Nanette Burstein                   | Estats Units               |                         |
| Faye (ŒdO)                                                                    | Laurent Bouzereau                  | Estats Units               |                         |
| François Truffaut, le Scénario de Ma Vie (ŒdO)                                | David Teboul                       | França                     |                         |
| Hayao Miyazaki and The Heron (ŒdO)                                            | Kaku Arakawa                       | Japó                       |                         |
| Jacques Demy, le Rose et le Noir(ŒdO)                                         | Florence Platarets                 | França                     |                         |
| Jacques Rozier, d'une Vague à l'Autre(ŒdO)                                    | Emmanuel Barnault                  | França                     |                         |
| Jim Henson Idea Man (ŒdO)                                                     | Ron Howard                         | Estats Units               |                         |
| Le Siècle de Costa-Gavras (episode 3): La Vérité est Révolutionnaire – l'Aveu | Yannick Kergoat                    | França                     |                         |
| Olympiques! La France des jeux (ŒdO)                                          | Mickaël Gamrasni                   | França                     |                         |
| Il Était Une Fois Michel Legrand (CdO)                                        | David Hertzog Dessites             | França                     |                         |
| Walking in the Movies 영화 청년, 동호(ŒdO)                                    | Lyang Kim                          | Corea del Sud              |                         |

(ŒdO) indica pel·lícula elegible per L'Œil d'or com a documental.

### Cinéma de la Plage
El cartell de la secció Cinéma de la Plage inclou pel·lícules clàssiques, commemoracions i estrenes mundials de noves produccions a la Plage Macé de Cannes. Contes de Terramar (2006) i Porco Rosso (1992) es projectaran com a part de les commemoracions a Studio Ghibli per la Palma d'Or Honorífica, juntament amb la commemoració del 50è aniversari del Phantom of the Paradise de Brian De Palma (1974). Es van seleccionar les següents pel·lícules per ser projectades:
| Títol                                                | Director(s)                   | País de producció                |
| ---------------------------------------------------- | ----------------------------- | -------------------------------- |
| After Hours (1985)                                   | Martin Scorsese               | Estats Units                     |
| L'armadura de Déu 2: Operació Còndor 飛鷹計劃 (1991) | Jackie Chan                   | Hong Kong, R.P. de la Xina       |
| Slocum et Moi                                        | Jean-François Laguionie       | Luxemburg, França                |
| Indigènes (2006)                                     | Rachid Bouchareb              | França, Marroc, Bèlgica, Algèria |
| Exils (2004)                                         | Tony Gatlif                   | França                           |
| Moi aussi (curtmetratge)                             | Judith Godrèche               | França                           |
| My Way (ŒdO)                                         | Lisa Azuelos i Thierry Teston | França                           |
| Nueve reinas (2000)                                  | Fabián Bielinsky              | Argentina                        |
| Phantom of the Paradise (1974)                       | Brian De Palma                | Estats Units                     |
| Porco Rosso 紅の豚 (1992)                            | Hayao Miyazaki                | Japó                             |
| Silex and the City                                   | Jul                           | França                           |
| Contes de Terramar ゲド戦記 (2006)                   | Gorô Miyazaki                 | Japó                             |
| Transmitzvah                                         | Daniel Burman                 | Argentina                        |
| Pel·lícules restaurades                              |                               |                                  |
| Trainspotting (1996)                                 | Danny Boyle                   | Regne Unit                       |

(ŒdO) indica pel·lícula elegible per L'Œil d'or com a documental.

### Competició immersiva
El Concurs immersiu del Festival de Cannes serà un nou concurs dedicat a les obres immersives. A més de les vuit obres immersives seleccionades per al concurs, a l'exposició es presentaran sis produccions no competitives que exploren l'evolució del mitjà i fent paral·lelismes entre la realitat virtual, la producció virtual, el cinema i la narració col·lectiva. Es van seleccionar les següents pel·lícules per ser projectades:
| Títol                                       | Director(s)                                                        | País de producció                                    |               |
| En Competició                               | En Competició                                                      | En Competició                                        | En Competició |
| ------------------------------------------- | ------------------------------------------------------------------ | ---------------------------------------------------- | ------------- |
| Noire                                       | Tania de Montaigne, Stéphane Foenkinos i Pierre-Alain Giraud       | França, Taiwan                                       |               |
| En Amour                                    | Claire Bardainne, Adrien Mondot i Laurent Bardainne                | França                                               |               |
| Evolver                                     | Barnaby Steel, Ersin Han Ersin i Robin McNicholas                  | França, Regne Unit, Estats Units                     |               |
| Human Violins: Prelude (versió multiusuari) | Ioana Mischie                                                      | França, Romania                                      |               |
| Maya: The Birth of a Superhero              | Poulomi Basu i CJ Clarke                                           | França, Regne Unit, Estats Units                     |               |
| The Roaming                                 | Mathieu Pradat                                                     | Canadà, França, Luxemburg                            |               |
| Telos I                                     | Dorotea Saykaly i Emil Dam Seidel                                  | Canadà, Dinamarca, Suècia                            |               |
| Traversing the Mist 穿越霧中                | Chou Tung-Yen                                                      | Taiwan                                               |               |
| Fora de competició                          |                                                                    |                                                      |               |
| Battlescar                                  | Martin Allais i Nico Casavecchia                                   | França, Estats Units                                 |               |
| Emperor                                     | Marion Burger i Ilan J. Cohen                                      | França, Alemanya                                     |               |
| Gloomy Eyes                                 | Fernando Maldonado i Jorge Tereso                                  | Argentina, França, Estats Units                      |               |
| Missing Pictures: Naomi Kawasi              | Clément Deneux                                                     | França, Luxemburg, Corea del Sud, Taiwan, Regne Unit |               |
| Notes on Blindness                          | Arnaud Colinart, Amaury La Burthe, Peter Middleton i James Spinney | França, Regne Unit                                   |               |
| Spheres                                     | Eliza McNitt                                                       | França, Estats Units                                 |               |

## Seccions paral·leles

### Setmana de la Crítica
La Setmana de la Crítica és una selecció paral·lela dedicada a les primeres i segones pel·lícules. Les següents pel·lícules van ser seleccionades per ser projectades a competició:
| Títol                                                                   | Director(s)                        | País de producció                                |               |
| En competició                                                           | En competició                      | En competició                                    | En competició |
| ----------------------------------------------------------------------- | ---------------------------------- | ------------------------------------------------ | ------------- |
| Baby (QP)                                                               | Marcelo Caetano                    | Brasil, França, Països Baixos                    |               |
| La Pampa (CdO) (QP)                                                     | Antoine Chevrollier                | França                                           |               |
| Blue Sun Palace (CdO)                                                   | Constance Tsang                    | Estats Units                                     |               |
| The Brink of Dreams رفعت عيني للسما(ŒdO)                                | Nada Riyadh i Ayman El Amir        | Egipte, França, Dinamarca, Qatar, Aràbia Saudita |               |
| Julie zwijgt (CdO)                                                      | Leonardo Van Dijl                  | Bèlgica, Suècia                                  |               |
| Locust 蟲(CdO)                                                          | KEFF                               | Taiwan, França, Estats Units                     |               |
| Simón de la montaña (CdO)                                               | Federico Luis                      | Argentina, Xile, Uruguai                         |               |
| Competició de curtmetratges                                             |                                    |                                                  |               |
| Noksan                                                                  | Cem Demirer                        | Turquia                                          |               |
| Alazar                                                                  | Beza Hailu Lemma                   | Etiòpia, França, Canadà                          |               |
| Taniec w Narożniku                                                      | Jan Bujnowski                      | Polònia                                          |               |
| A Menina e o Pote                                                       | Valentina Homem                    | Brasil                                           |               |
| Montsouris                                                              | Guil Sela                          | França                                           |               |
| As Minhas Sensações São Tudo o que Tenho para Oferecer (QP)             | Isadora Neves Marques              | Portugal                                         |               |
| Radikals                                                                | Arvin Belarmino                    | Filipines, Estats Units, Bangladesh, França      |               |
| Ella se queda                                                           | Marinthia Gutiérrez Velazco        | Mèxic                                            |               |
| Supersilly                                                              | Veronica Martiradonna              | França                                           |               |
| Αυτο που ζηταμε απο ενα αγαλμα ειναι να μην κινειται                    | Daphné Hérétakis                   | Grècia, França                                   |               |
| Projeccions especials                                                   |                                    |                                                  |               |
| La mer au loin (QP)                                                     | Saïd Hamich Benlarbi               | França, Marroc, Bèlgica, Qatar                   |               |
| Animale (closing film)                                                  | Emma Benestan                      | França, Bèlgica                                  |               |
| Les Fantômes (pel·lícula d'apertura) (CdO)                              | Jonathan Millet                    | França, Alemanya, Bèlgica                        |               |
| Les Reines du drame (CdO) (QP)                                          | Alexis Langlois                    | França, Bèlgica                                  |               |
| Projeccions especials – Curtmetratges                                   |                                    |                                                  |               |
| 1996 ou les Malheurs de Solveig                                         | Lucie Borleteau                    | França                                           |               |
| Sannapäiv (QP)                                                          | Anna Hints & Tushar Prakash        | Estònia                                          |               |
| Las novias del sur (QP)                                                 | Elena López Riera                  | Suïssa, Espanya                                  |               |
| Projeccions especials – 21è Festival Internacional de Cinema de Morelia |                                    |                                                  |               |
| Extinción de la especie                                                 | Matthew Porterfield, Nicolasa Ruiz | Mèxic                                            |               |
| Ha                                                                      | María Almendra Castro Camacho      | Mèxic                                            |               |
| Xquipi (Ombligo)                                                        | Juan Pablo Villalobos Díaz         | Mèxic                                            |               |

(CdO) indica pel·lícula eligible a la Caméra d'Or com a pel·lícula de debut en la direcció.
(ŒdO) indica pel·lícula elegible per L'Œil d'or com a documental.
(QP) iindica pel·lícula en competició per la Queer Palm.

### Quinzena de Cineastes (Quinzaine des cinéastes)
En col·laboració amb la Fondation Chantal Akerman, per primera vegada, el públic premiarà una de les pel·lícules de la selecció principal amb el "Premi del públic" o "Choix du Public".És el primer guardó oficial que atorga la secció, des de la seva creació l'any 1969. Les següents pel·lícules van ser seleccionades per ser projectades a la secció Quinzena de Cineastes (Quinzaine des cinéastes) section:
| Títol                                               | Director(s)                             | País de producció    |                  |
| Secció principal                                    | Secció principal                        | Secció principal     | Secció principal |
| --------------------------------------------------- | --------------------------------------- | -------------------- | ---------------- |
| 'Christmas Eve in Miller's Point                    | Tyler Taormina                          | Estats Units         |                  |
| Desert of Namibia ナミビアの砂漠                    | Yôko Yamanaka                           | Japó                 |                  |
| Sharq 12                                            | Hala Elkoussy                           | Egipte               |                  |
| Eat the Night (QP)                                  | Caroline Poggi i Jonathan Vinel         | França               |                  |
| Eephus (CdO)                                        | Carson Lund                             | Estats Units         |                  |
| A queda do céu (ŒdO)                                | Eryk Rocha i Gabriela Carneiro da Cunha | Brasil, França       |                  |
| Gazer (CdO)                                         | Ryan J. Sloan                           | Estats Units         |                  |
| Ghost Cat Anzu 化け猫あんずちゃん                   | Yôko Kuno i Nobuhiro Yamashita          | Japó                 |                  |
| Good One (CdO)                                      | India Donaldson                         | Estats Units         |                  |
| À Son Image                                         | Thierry de Peretti                      | França               |                  |
| Los hiperbóreos                                     | Cristóbal León i Joaquín Cociña         | Xile                 |                  |
| Mongrel 白衣蒼狗(CdO)                               | Chiang Wei Liang i You Qiao Yin         | Taiwan               |                  |
| Volveréis                                           | Jonás Trueba                            | Espanya, França      |                  |
| Les Pistolets en Plastique (pel·lícula de clausura) | Jean-Christophe Meurisse                | França               |                  |
| A savana e a montanha(ŒdO)                          | Paulo Carneiro                          | Portugal             |                  |
| Sister Midnight                                     | Karan Kandhari                          | Índia                |                  |
| Algo viejo, algo nuevo, algo prestado               | Hernán Rosselli                         | Argentina            |                  |
| Ma Vie ma Gueule (pel·lícula d'apertura)            | Sophie Fillières                        | França               |                  |
| To a Land Unknown                                   | Mahdi Fleifel                           | Palestina, Dinamarca |                  |
| Une Langue universelle                              | Matthew Rankin                          | Canadà               |                  |
| La Prisonnière de Bordeaux                          | Patricia Mazuy                          | França               |                  |
| Curtmetratges                                       |                                         |                      |                  |
| Après le Soleil                                     | Rayane Mcirdi                           | França, Algèria      |                  |
| Lés Météos d'Antoine                                | Jules Follet                            | França               |                  |
| Extremely Shortとても短い                           | Kōji Yamamura                           | Japó                 |                  |
| Immaculata (QP)                                     | Kim Lêa Sakkal                          | Alemanya, Líban      |                  |
| O jardim em movimento                               | Inês Lima                               | Portugal             |                  |
| Một lần dang dở                                     | Nguyễn Trung Nghĩa                      | Vietnam              |                  |
| Travail très soigné                                 | Nate Lavey                              | Estats Units, França |                  |
| Quando a terra foge                                 | Frederico Lobo                          | Portugal             |                  |
| Projeccions especials                               |                                         |                      |                  |
| Histoires d'Amérique: Food, Family and Philophy     | Chantal Akerman                         | Bèlgica              |                  |

(CdO) indica pel·lícula eligible a la Caméra d'Or com a pel·lícula de debut en la direcció.
(ŒdO) indica pel·lícula elegible per L'Œil d'or com a documental.
(QP) indica pel·lícula en competició per la Queer Palm.

### ACID
Les següents pel·lícules van ser seleccionades per ser projectades a la secció ACID (Associació per a la Distribució del Cinema Independent):
| Títol                                 | Director(s)                     | País de producció          |
| ------------------------------------- | ------------------------------- | -------------------------- |
| c Ce n'est qu'un au revoir            | Guillaume Brac                  | França                     |
| Château Rouge                         | Hélène Milano                   | França                     |
| Un Pays en flammes                    | Mona Convert                    | França                     |
| Fotogenico                            | Marcia Romano i Benoit Sabatier | França                     |
| In Retreat                            | Maisam Ali                      | Índia, França              |
| It Doesn't Matter                     | Josh Mond                       | Estats Units, França       |
| Kyuka – Before Summer's End           | Kostis Charamountanis           | Grècia, Macedònia del Nord |
| Mi Bestia                             | Camila Beltrán                  | Colòmbia, França           |
| Los domingos mueren más personas (QP) | Iair Said                       | Argentina, Itàlia, Espanya |

(QP) iindica pel·lícula en competició per la Queer Palm.

### Cannes Écrans Juniors
Cannes Écrans Juniors és una selecció de vuit llargmetratges internacionals d'interès particular per al públic jove a partir dels 13 anys. A continuació es mostren les pel·lícules que apareixen en aquesta selecció:
| Títol                          | Director(s)             | País de producció                              |
| ------------------------------ | ----------------------- | ---------------------------------------------- |
| L'Enfant Qui Mesurait Le Monde | Takis Candilis          | França, Grècia, Bèlgica                        |
| Excursion                      | Una Gunjak              | Bòsnia i Hercegovina, Croàcia, Noruega, Sèrbia |
| Girls Will Be Girls            | Shuchi Talati           | Índia, França                                  |
| The Monk and the Gun           | Pawo Choyning Dorji     | Bhutan                                         |
| El otro hijo                   | Juan Sebastián Quebrada | Colòmbia, Argentina, França                    |
| Valentina o la Serenidad       | Ángeles Cruz            | Mèxic                                          |
| Sweet As                       | Jub Clerc               | Austràlia                                      |
| Young Hearts                   | Anthony Schatteman      | Bèlgica, Països Baixos                         |

### Cannes Écrans Seniors
Cannes Seniors Club pren el protagonisme amb tres projeccions d'estrena per als aficionats al cineclub. A continuació es mostren les pel·lícules que es presenten a competició:
| Títol                 | Director(s)      | País de producció |
| --------------------- | ---------------- | ----------------- |
| Everything In Between | Nadi Sha         | Austràlia         |
| Head South            | Jonathan Ogilvie | Nova Zelanda      |
| Poppy                 | Linda Niccol     | Nova Zelanda      |

### El cavall d'or va a Cannes
La secció és un nou programa col·laborat pels Premis de Cinema Cavall d'Or i Marché du Film amb el suport del Ministeri de Cultura de Taiwan. S'han seleccionat cinc propers projectes  Taiwanque inclouen nombrosos membres del repartiment i cineastes guanyadors dels premis Golden Horse per ser projectats durant el festival de cinema, inclosos:
| Títol                                 | Director(s)  | País de producció |
| ------------------------------------- | ------------ | ----------------- |
| The Chronicles Of Libidoists 破浪男女 | Yang Ya-che  | Taiwan            |
| Dead Talents Society 鬼才之道         | John Hsu     | Taiwan            |
| Kung Fu 功夫                          | Giddens Ko   | Taiwan            |
| A Foggy Tale 大濛                     | Chen Yu-hsun | Taiwan            |
| Daughter's Daughter 女兒的女兒        | Huang Xi     | Taiwan            |

### Gala del Pavelló Fantàstic
La 2a edició de la Gala del Pavelló Fantàstic va seleccionar els set títols següents:
| Títol                | Director(s)                 | País de producció             |
| -------------------- | --------------------------- | ----------------------------- |
| Aire, Just Breathe   | Leticia Tonos               | Espanya, República Dominicana |
| Black.White.Red.     | Andreas Marschall           | Suïssa                        |
| Dirty Boy            | Doug Rao                    | Regne Unit                    |
| No Entres            | Hugo Cardozo                | Paraguai                      |
| Mourir or Not Mourir | Anaïs Cave i Thomas Combret | França                        |
| Sayara               | Can Evrenol                 | Turquia                       |
| Vadakkan             | Sajeed A. Raman             | Índia                         |

## Premis Oficials

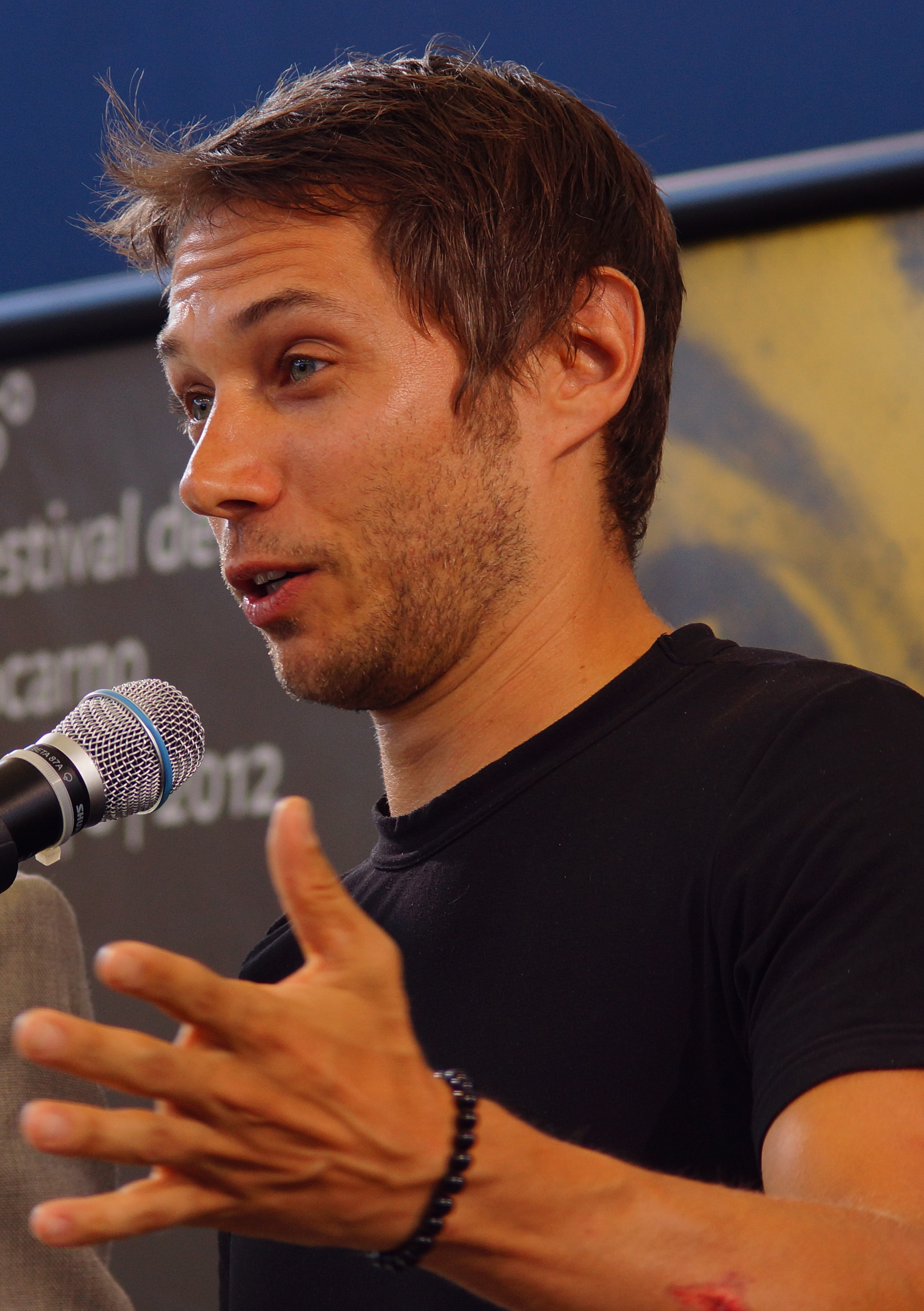
Sean Baker, guanyador de la Palma d'Or winner

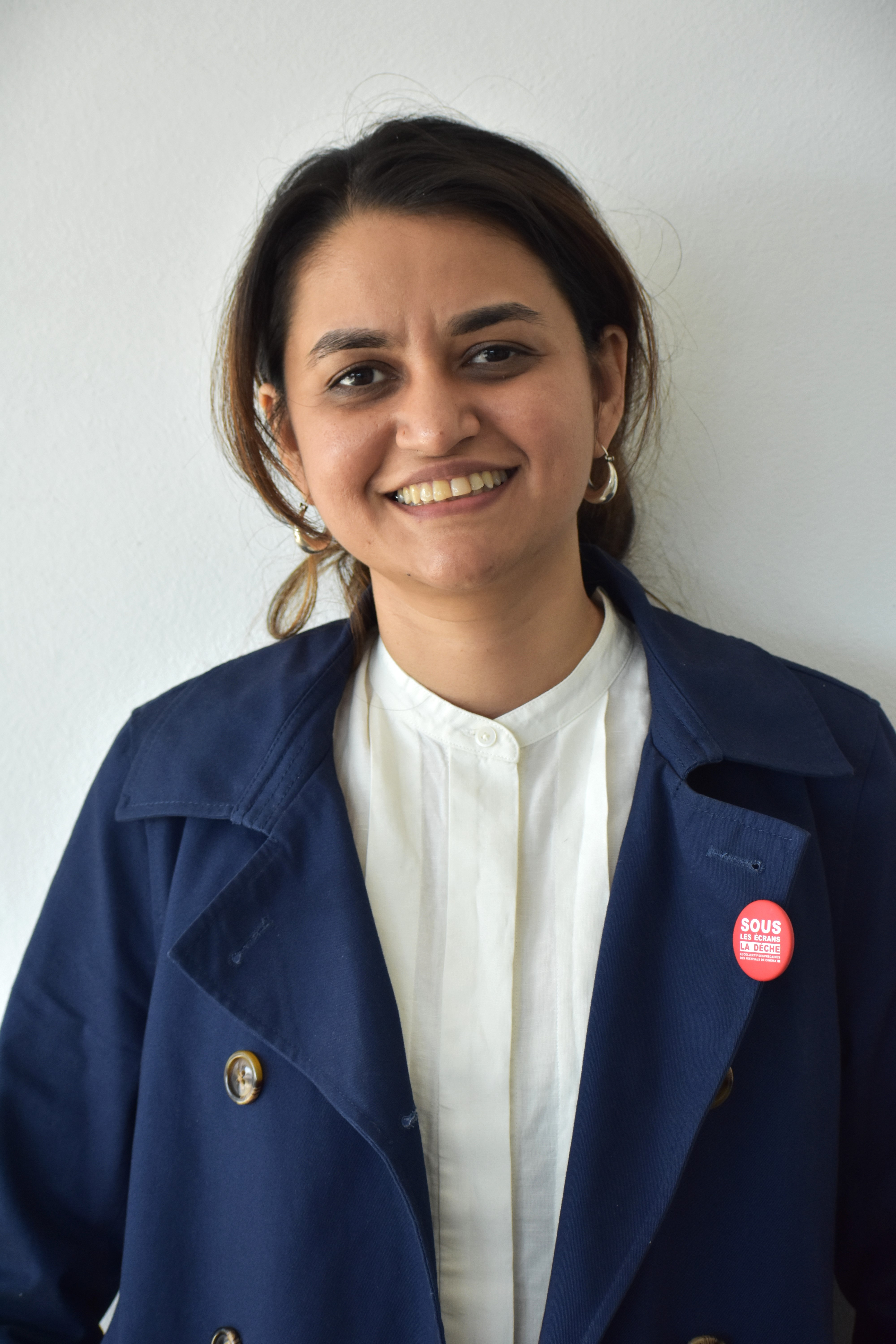
Payal Kapadia, guanyador del Grand Prix

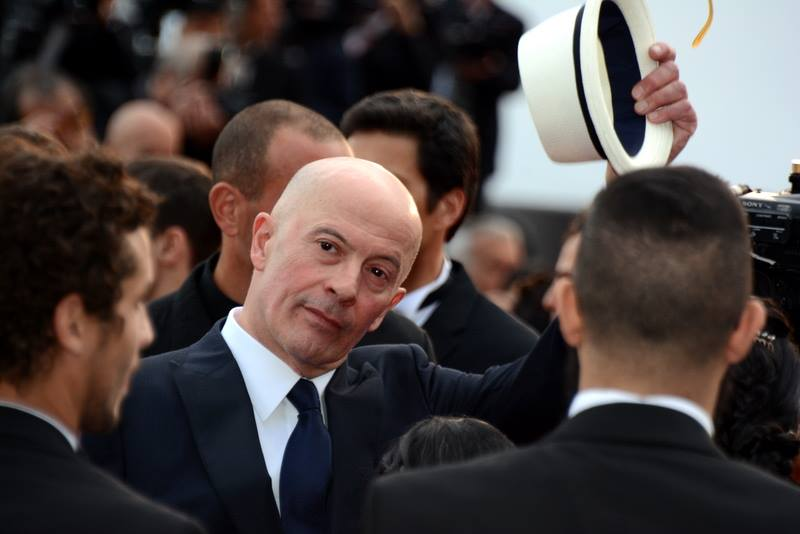
Jacques Audiard, guanyador del premi del jurat

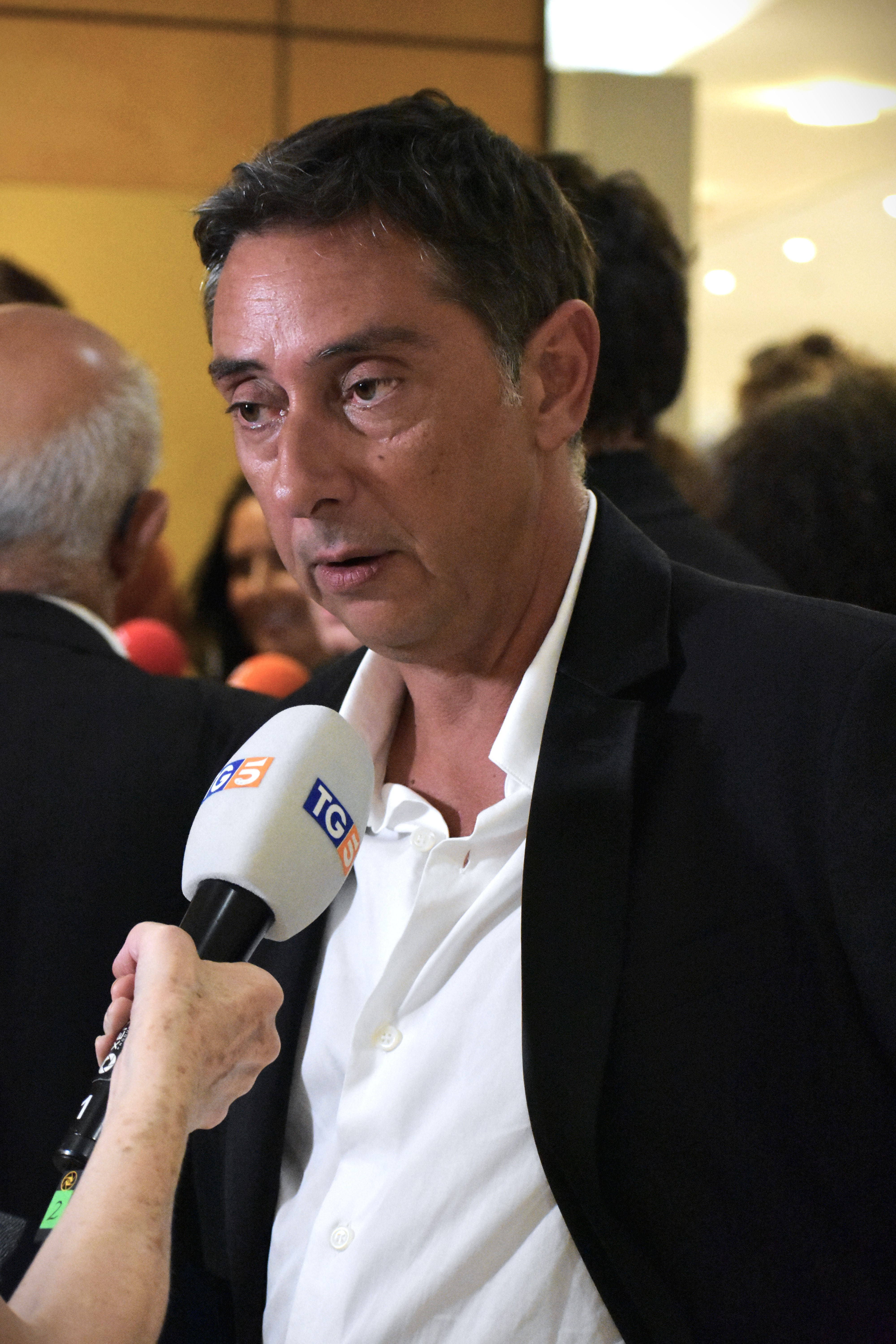
Miguel Gomes, premi al millor director

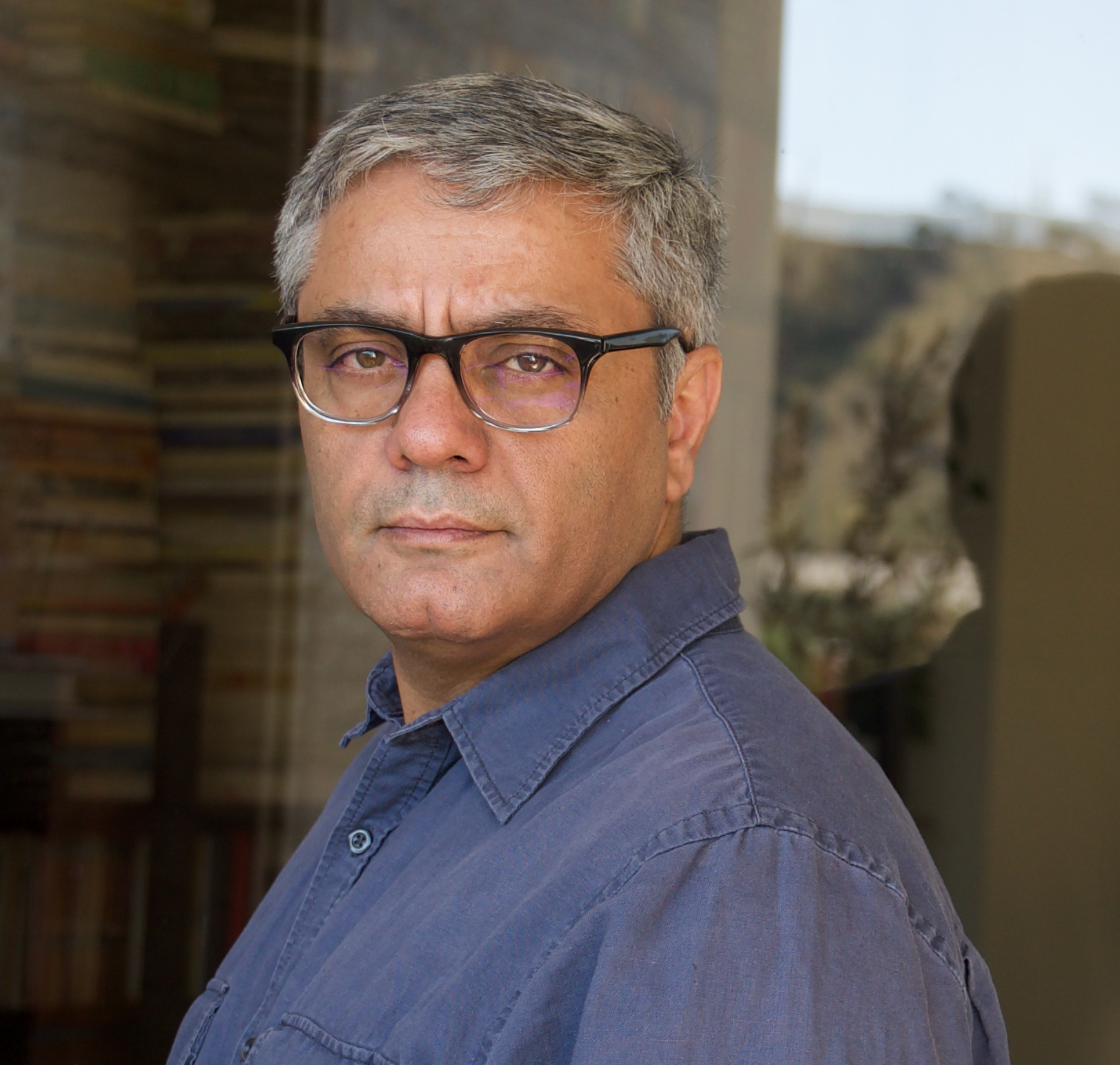
Mohammad Rasoulof, guanyador del permi especial

### En Competició
Es van lliurar els següents premis per a pel·lícules projectades en competició:
- Palma d'Or: Anora de Sean Baker
- Grand Prix: All We Imagine as Light de Payal Kapadia
- Premi del Jurat: Emilia Pérez de Jacques Audiard
- Millor director: Miguel Gomes per Grand Tour
- Premi especial[b]: Dāne-ye anjīr-e ma'ābed de Mohammad Rasoulof
- Millor actriu: Adriana Paz, Karla Sofía Gascón, Selena Gomez, i Zoe Saldaña per Emilia Pérez
- Millor actor: Jesse Plemons per Kinds of Kindness
- Millor guió: The Substance de Coralie Fargeat

### Un Certain Regard
- Premi Un Certain Regard: Black Dog by Guan Hu[5]
- Premi del Jurat Un Certain Regard: L'Histoire de Souleymane de Boris Lojkine
- Un Certain Regard al millor director: 
  - The Damned de Roberto Minervini
  - On Becoming a Guinea Fowl de Rungano Nyoni
- Premi Un Certain Regard a l’actuació: 
  - Anasuya Sengupta per The Shameless
  - Abou Sangare per L'Histoire de Souleymane
- Premi a la Joventut Un Certain Regard: Vingt Dieux! de Louise Courvoisier
- Menció especial: Norah de Tawfik Alzaidi

### Palma d'Or Honorífica
- Meryl Streep[7]
- Studio Ghibli[8]
- George Lucas[10]

### Caméra d'Or
- Armand de Halfdan Ullmann Tøndel[5]
  - Menció especial: Mongrel de Chiang Wei Liang i You Qiao Yin

### Palma d'Or al millor curtmetratge
- Čovjek koji nije mogao šutjeti de Nebojša Slijepčević[5]
  - Menció especial: Bad for a Moment de Daniel Soares

### Cinéfondation
- Primer Premi: Sunflowers Were the First Ones to Know... de Chidananda S Naik[56]
- Segon premi:
  - Out of the Window Through the Wall de Asya Segalovich
  - The Chaos She Left Behind de Nikos Kolioukos
- Tercer Premi: Bunnyhood de Mansi Maheshwari

### Competició Immersiva
- Colored de Tania de Montaigne, Stéphane Foenkinos, Pierre-Alain Giraud[57]

## Premis independents

### Premis FIPRESCI
- En competició:: Dāne-ye anjīr-e ma'ābed de Mohammad Rasoulof[58]
- Un Certain Regard: L'Histoire de Souleymane de Boris Lojkine
- Seccions paral·leles (primeres pel·lícules)  Desert of Namibia de Yôko Yamanaka

### Premi del Jurat Ecumènic
- Dāne-ye anjīr-e ma'ābed by Mohammad Rasoulof[59]

### Setmana Internacional de la Crítica
- Gran Premi: Simón de la montaña de Federico Luis[60]
- Premi del Jurat French Touch: Blue Sun Palace de Constance Tsang
- Premi Leitz Cine Discovery al curtmetratge: Montsouris Park de Guil Sela
- Premi de la Fundació Louis Roederer a l’Estrella Emergent: Ricardo Teodoro per Baby
- Premi Fundació Gan per la Distribució: Julie zwijgt de Leonardo Van Dijl
- Premi Canal+ al curtmetratge: Absent de Cem Demirer
- Premi SACD: Julie zwijgt de Leonardo Van Dijl

### Quinzena de Cineastes– Premi del Públic
- Une Langue universelle de Matthew Rankin[61]

### Quinzena de Cineastes– Premis Independents
- Premi Europa Cinemas Label a la millor pel·lícula europea: Volveréis de Jonás Trueba[62]
- Premi SACD a la millor pel·lícula francesa: Ma Vie ma Gueule de Sophie Fillières
- Carrosse d'Or: Andrea Arnold[63]

### L'Œil d'or
- Ernest Cole: Lost and Found de Raoul Peck[64]
- The Brink of Dreams de Nada Riyadh i Ayman El Amir

### Queer Palm
- Trei Kilometri Pana La Capatul Lumii de Emanuel Pârvu[65]
- Millor curtmetratge: Las novias del sur d’Elena López Riera

### Premi François Chalais
- Dāne-ye anjīr-e ma'ābed de Mohammad Rasoulof[66]

### Prix de la Citoyenneté
- Premi de la ciutadaia: Bird d’Andrea Arnold[67]

### Prix des Cinémas Art et Essai
- Premi AFCAE Art House Cinema: Dāne-ye anjīr-e ma'ābed de Mohammad Rasoulof[68]
  - Menció especial: All We Imagine as Light de Payal Kapadia

### Palm Dog
- Kodi per Le Procès du chien[69]
- Gran Premi del Jurat: Xin per Black Dog
- Mutt Moment:
  - Bird
  - Kinds of Kindness
  - Megalopolis

### Trophée Chopard
- Mike Faist[70]
- Sophie Wilde

## Recepció crítica dels premiats
| Títol                   | Director          | Recepció            | Recepció          |
| Títol                   | Director          | Rotten Tomatoes     | Metacritic        |
| ----------------------- | ----------------- | ------------------- | ----------------- |
| Anora                   | Sean Baker        | 98% (41 ressenyes)  | 89 (21 ressenyes) |
| All We Imagine as Light | Payal Kapadia     | 100% (31 ressenyes) | 93 (11 ressenyes) |
| Emilia Pérez            | Jacques Audiard   | 85% (35 ressenyes)  | 70 (17 ressenyes) |
| Grand Tour              | Miguel Gomes      | 81% (16 ressenyes)  | 76 (8 ressenyes)  |
| Dāne-ye anjīr-e ma'ābed | Mohammad Rasoulof | 100% (18 ressenyes) | 87 (11 ressenyes) |
| Kinds of Kindness       | Yorgos Lanthimos  | 85% (49 ressenyes)  | 72 (23 ressenyes) |
| The Substance           | Coralie Fargeat   | 73% (89 ressenyes)  | 84 (18 ressenyes) |